# Stadion FK Mačva
Stadion FK Mačva – stadion piłkarski w Šabacu, w Serbii. Obiekt może pomieścić 5494 widzów. Swoje spotkania rozgrywają na nim piłkarze klubu Mačva Šabac.